# Podčetrtek
Podčetrtek (em alemão:  Windisch Landsberg) é um município da Eslovênia. A sede do município fica na localidade de mesmo nome.